# اهکیستا
اهکیستا (به انگلیسی: Ahakista) یک منطقهٔ مسکونی در ایرلند است که در شهرستان کورک واقع شده‌است.